# Marc-Marie de Bombelles
Pour les articles homonymes, voir Bombelles.
Marc-Marie, marquis de Bombelles, né le 8 octobre 1744 à Bitche, en Lorraine ducale et mort le 5 mars 1822 à Paris, est un officier, diplomate et ecclésiastique français.

## Biographie

### Famille
Marc-Marie de Bombelles est le fils du comte Henri François de Bombelles, lieutenant général des armées du roi, gouverneur de Bitche, cordon rouge (commandeur) de l'ordre royal et militaire de Saint-Louis, et de sa seconde épouse, Geneviève Charlotte de Badains. Il est aussi le frère de Joseph-Henri de Bombelles.

#### Mariage et descendance
Le 19 janvier 1778, il épouse à Versailles, Marie Angélique de Mackau (1762-1800), dame d'honneur, mais aussi amie de Madame Élisabeth, sœur du roi Louis XVI. Elle était la fille de Louis Eléonor de Mackau et de Marie Angélique de Fitte de Soucy. Tous deux ont pour enfants :
- Louis-Philippe de Bombelles, surnommé "Bonbom", comte de Bombelles (1780-1843), chambellan de l'empereur d'Autriche et son ambassadeur à Copenhague, à Dresde, puis à Florence, marié avec Ida Brun ;
- Bitche François de Bombelles, officier dans les armées autrichiennes, (1783-1805) ;
- Charles René, comte de Bombelles, chambellan de l'empereur romain germanique, lieutenant-colonel de ses armées, gentilhomme de la Chambre des rois Louis XVIII et Charles X (1784-1856), marié en 1814 avec Caroline Sabine Victoire de Poulhiarez-Cavanagh, puis en 1834 avec Marie-Louise d'Autriche (1791-1847), veuve de Napoléon Ier, duchesse de Parme, Plaisance et Guastalla ;
- Henri François de Bombelles, ambassadeur d'Autriche (1789-1850), marié en 1827 avec Sophia Maria Jane Fraser (1804-1884) ;
- Caroline Antoinette de Bombelles, dame d'honneur de la duchesse de Berry (1794-1861), mariée en 1819 avec François de Biaudos de Casteja, officier, député de la Somme, chevalier de Saint Louis, officier de la Légion d'honneur (1781-1862) ;
- Victor de Bombelles (1796-1815) ;
- Armand de Bombelles (1800-1800).

### Officier et diplomate
Marc-Marie de Bombelles commence sa carrière en janvier 1757, à 12 ans, comme mousquetaire à la deuxième compagnie de la garde du roi. Il fait ses premières armes pendant la guerre de Sept Ans.
En août 1759, il devient lieutenant réformé au régiment, lieutenant colonel général de cavalerie, puis lieutenant en octobre suivant. En avril 1765, il devient capitaine commandant au régiment des hussards de Bercheny.
En 1768, il entre au service diplomatique, comme conseiller d'ambassade en Hollande, attaché près le baron de Breteuil, ambassadeur, qui le protège.
En mars 1771, il a rang de mestre de camp de cavalerie. En mars 1772, il est nommé conseiller d'ambassade à Naples.
À la mort du roi Louis XV, en 1774, il conserve sa faveur à la Cour. En 1775, il devient ministre de Louis XVI près la Diète de l'Empire, à Ratisbonne, jusqu'en 1779.
En 1780, il est nommé chevalier de Saint-Louis, en 1784, il est promu brigadier de cavalerie. Il est aussi chevalier de l'ordre de Saint-Lazare.
En octobre 1786, il devient ambassadeur du roi de France près la Cour du Portugal et le demeure jusqu'en avril 1788.
En 1788, il est promu maréchal de camp, puis en octobre 1789, Marc Marie de Bombelles est nommé ambassadeur à Venise. L'évolution des événements en France le pousse à présenter sa démission le 29 décembre 1790. Sa démission tardant à être acceptée, il reste en poste jusqu'en mars 1791. Il continue alors à faire office d'émissaire officieux de Louis XVI et de son frère le comte d'Artois auprès des différentes cours d'Europe, en lien avec la reine Marie-Caroline de Naples, sœur de la reine Marie-Antoinette.

### Noble émigré pendant la Révolution, le Consulat et l'Empire
Fidèle au roi Louis XVI, il n'émigre  qu'après la chute de la monarchie, en Suisse en 1792 après la bataille de Valmy. Il loge alors au château de Wartegg à Rorschach dans le canton de Saint-Gall.
Il s'installe à Ratisbonne avec sa sœur Henriette Victoire de Bombelles, marquise de Louvois (veuve de Louis Sophie Le Tellier, marquis de Louvois, fils de François-Louis Le Tellier, marquis de Souvré et de Louvois).
En 1796, il est en Bavière, en 1798 en Moravie, à Brünn. C'est là que son épouse meurt en couches, en 1800.

### Carrière ecclésiastique

#### Prêtre émigré
Devenu veuf, il se fait ordonner prêtre en 1803 et devient en 1806 curé d'Oberglogau (aujourd'hui Głogówek), en Silésie. En 1807-1808, il y côtoie le général Vandamme lorsque celui-ci envahit la Silésie pour le compte de Napoléon Ier  . Sous la protection du roi de Prusse, son ministère en Silésie se poursuit jusqu'en 1814.
Il rentre en France avec la famille royale, au printemps 1814, à la Première Restauration. Il en repart pendant les Cent-Jours, où il séjourne à nouveau en Silésie, et y revient définitivement à la Seconde Restauration, en juillet 1815.

#### Aumônier de la duchesse de Berry
Dès le mariage du duc de Berry, en juin 1816, avec la petite-fille de sa protectrice la reine Marie-Caroline de Naples, la princesse Marie-Caroline de Naples, il est nommé premier aumônier de celle-ci.
En avril 1820, il est amené, en tant qu'aumônier de la duchesse de Berry, à convoyer jusqu'à Lille les entrailles du duc de Berry, assassiné par Louvel. Le 18 avril, le convoi fait étape à Amiens, où a lieu une cérémonie solennelle, à la cathédrale .
Le 29 septembre 1820, il ondoie aux Tuileries, le duc de Bordeaux, dont la duchesse de Berry vient d'accoucher.
Le 4 novembre 1820, il pose, dans le parc du château de Rosny, la première pierre de la chapelle destinée à recevoir le cœur du duc de Berry.
Du 22 au 24 mai 1821, il participe au pèlerinage que fait la duchesse de Berry à Notre-Dame de Liesse, pour y remercier la Vierge de la naissance du duc de Bordeaux. Lors de ce pèlerinage, la princesse et sa suite sont reçues au château de Marchais.

#### Évêque d'Amiens
À la mort de Jean-François de Demandolx, évêque d'Amiens, le 14 août 1817, il est pressenti pour lui succéder. Les négociations nécessitées par le concordat retardent son sacre jusqu'en octobre 1819.
Son sacre a lieu le dimanche 3 octobre 1819 à Paris, dans la chapelle des Sœurs de la Charité, rue du Bac, en présence notamment de l'archevêque de Reims, de l'évêque de Soissons, de la duchesse douairière d'Orléans, de la duchesse de Bourbon .
Son épiscopat à Amiens est marqué, malgré un âge déjà avancé, par une intense activité apostolique, qui l'amène à sillonner sans cesse son diocèse, afin, en particulier, d'y célébrer, par centaines, des confirmations ou d'y régulariser religieusement des mariages civils.
Le 14 juillet 1820, il prononce en chaire, à la cathédrale d'Amiens, l'éloge de Louis de Machault d'Arnouville, dernier évêque d'Amiens avant la Révolution, récemment décédé.
Le 29 juillet 1820, il pose la première pierre de la nouvelle église abbatiale de l'abbaye du Gard.
Il meurt le 5 mars 1822 à Paris, à l'Élysée-Bourbon, résidence de la duchesse de Berry. Son corps est alors transporté à l'archevêché de Paris, puis à Amiens, où son inhumation a lieu, dans le chœur de la cathédrale, le 9 mars.
Il a pour successeur comme évêque d'Amiens et comme premier aumônier de la duchesse de Berry, Jean-Pierre de Gallien de Chabons.